# Paragabara pectinata
Paragabara pectinata är en fjärilsart som beskrevs av John Henry Leech 1900. Paragabara pectinata ingår i släktet Paragabara och familjen nattflyn. Inga underarter finns listade i Catalogue of Life.